# Time Out
Time Out é um álbum do grupo The Dave Brubeck Quartet, lançado em 1959. Caracteriza-se pelo pioneirismo no uso de compassos inusitados no jazz, como a valsa, o 5/4 (como em "Take Five") e o 9/8 (como em "Blue Rondo a la Turk"). O álbum foi gravado em três sessões, em 25 de Junho, 1 de Julho e 18 de Agosto de 1959. Este álbum está na lista dos 200 álbuns definitivos no Rock and Roll Hall of Fame.
Embora o álbum tivesse a intenção de ser experimental e tenha recebido avaliações negativas pela crítica na época de seu lançamento, tornou-se um dos mais conhecidos e mais vendidos álbuns de jazz, chegando ao número dois na lista dos álbuns pop da revista norte americana Billboard. Chegou a produzir um compacto — "Take Five" de Paul Desmond — que alcançou o quinto lugar na lista "Adult Contemporary", da mesma revista.

## Sobre o disco
O tema (e o título) de Time Out são os compassos incomuns. As idéias sobre esses compassos são exploradas a fundo pelo grupo em todo o disco.
A primeira faixa, "Blue Rondo A La Turk" começa com um ritmo em compasso 9/8 (o ritmo da marcha turca ou zeybek, equivalente ao zeibekiko grego). Não se trata de um tradicional compasso ternário composto (3+3+3), mas de um compasso em que as colcheias se agrupam sob a forma 2+2+2+3. Além disso, esse compasso se alterna com o compasso 4/4, clássico do jazz. Já "Strange Meadow Lark" começa com um solo de piano que não apresenta um compasso claramente definido, que depois se fixa num 4/4 comum, aí entra o resto do grupo. A terceira é "Take Five". Em compasso 5/4, é a única composição do disco feita por Paul Desmond. Sobre ela, Desmond declarou que "começou apenas como pretexto para um solo de bateria de Joe Morello". No entanto, tornou-se um dos temas mais conhecidos do grupo.
"Three to Get Ready" começa em tempo de valsa, que passam a se alternar com compassos 4/4 típicos de jazz. Essa alternância prossegue mesmo nos períodos de improvisação. "Kathy's Waltz" começa num 4/4 tradicional - num tema tocado apenas por piano, baixo e bateria - passando a uma valsa quando o saxofone entra improvisando. Entretanto, é interessante notar que mesmo durante a valsa a bateria continua acentuando em 4/4, criando uma sensação polirrítmica. No final o tema que no início era tocado em 4/4, é repetido sob a forma de valsa. "Everybody's Jumpin'" também se abre numa rítmica indefinida, insinuando uma vaga impressão de 6/4. Por fim, em "Pick Up Sticks" há um exemplo de um compasso 6/4 que não é um compasso composto. Trata-se de um compasso simples de seis tempos.
O título da faixa "Blue Rondo à la Turk" remete à "Rondo alla Turca" da Piano Sonata No. 11 de Mozart.

## Lista de faixas
Todas as canções escritas e compostas por Dave Brubeck, exceto "Take Five", por Paul Desmond.
| Lado A |                        |         |  |
| N.º    | Título                 | Duração |  |
| 1.     | "Blue Rondo à la Turk" | 6:44    |  |
| 2.     | "Strange Meadow Lark"  | 7:22    |  |
| 3.     | "Take Five"            | 5:24    |  |

| Lado B |                       |         |  |
| N.º    | Título                | Duração |  |
| 1.     | "Three to Get Ready"  | 5:24    |  |
| 2.     | "Kathy's Waltz"       | 4:48    |  |
| 3.     | "Everybody's Jumpin'" | 4:23    |  |
| 4.     | "Pick Up Sticks"      | 4:16    |  |

## Formação do grupo
- Dave Brubeck — piano
- Paul Desmond — saxofone alto
- Eugene Wright — contrabaixo
- Joe Morello — bateria

## Créditos técnicos
- Teo Macero - produtor
- Fred Plaut - engenheiro de som
- Mark Wilder - engenheiro de som
- Cozbi Sanchez-Cabrera - direção de arte
- Seth Rothstein - direção geral